# باريس تورز 1962
باريس تورز 1962 هو سباق دراجات هوائية، وهو الموسم رقم 56 من باريس تورز، وأقيم في 7 أكتوبر 1962.
فاز بالمركز الأول جو دي رو، وبالمركز الثاني Frans Melckenbeeck ‏، وبالمركز الثالث Benoni Beheyt ‏.

## الفائزون
| الترتيب | الفائز              |
| ------- | ------------------- |
| الفائز  | جو دي رو            |
| الثاني  | Frans Melckenbeeck ‏ |
| الثالث  | Benoni Beheyt ‏      |